# 主要部
主要部（しゅようぶ、英：head）は、言語学において、それを含む句の統語論的な性質・役割を決定する語。主辞（しゅじ）とも。例えば、名詞を主要部とする句は名詞句、形容詞を主要部とする句は形容詞句、動詞を主要部とする句は動詞句として機能する。本項では、主要部と同様に複合語の意味論的なカテゴリを決定する語幹についても述べる。
主要部以外の語は、依存文法では主要部に従属するという意味で従属部（dependent(s)）と総称される。一方、Xバー理論では、主要部を補う項が補部（complement）、修飾語が付加部（adjunct）と呼ばれる。例えば、動詞句の場合、目的語などが補部、副詞句などが付加部である。
主要部を有する句や複合語は内心構造的（endocentric）、明確な主要部を持たない句や複合語（もし存在するならば）は外心構造的（exocentric、俗にheadlessとも）である。例えば、”文”（sentence、略してS）も句の一種だとすると、それに含まれる名詞や動詞などを主要部としていないため、外心構造的だと言える。
主要部は、枝分かれ（branching、分岐とも）の方向性を確立するために不可欠な要素である。主要部先導型（head-initial）の句は右枝分かれ（right-branching）、主要部終端型（head-final）の句は左枝分かれになる。また、主要部の両側に枝が展開する句（head-medial）も存在する。
なお、主要部と従属部の区別は必ずしも容易ではない。学者により、主要部を識別するための厳密な条件が異なり、主要部の定義そのものについても細部にわたる討論が行われてきた。

## 基本例
ここでは、句と複合語それぞれの簡単な例を挙げる。
1. big red dogs
2. birdsong

1のbig red dogsは、名詞dogsを主要部とする名詞句であり、形容詞bigまたはredを主要部とする形容詞句ではない。つまり、名詞dogsがbig red dogsの句としての性質・役割を決めていることになる。bigやredは主要部名詞を修飾する役割をつとめており、依存文法では従属部、Xバー理論では付加部（または付加詞）である。
big red dogsが名詞句かどうかを確認するには、それを1語の名詞または代名詞（theyなど）に置き換える構成素テストが利用できる。
2のbirdsong（鳥の鳴き声）は、bird（鳥）とsong（歌）という2つの名詞を組み合わせた複合名詞である。birdsongは鳥の一種ではなく、歌（鳴き声）の一種であるため、その主要部（語幹）はsongだと判断できる。

### 句のツリー構造
統語論における多くの理論では、文や句の構造を構文木（parse treeまたは単にtree）と呼ばれる樹形図で表す。ツリー構造、ツリー図とも。ツリー表示の傾向は主に2通りあり、句構造文法では構成素同士の位置関係、依存文法では主要部と従属部の関係が示される。

#### 基本構造
以下は、句構造文法と依存文法の両視点によるツリー構造である。学派・理論の違い、あるいは理論の発展などにより詳細が異なったり変化することがあるが、おおむねこれらと似たようなツリー図が用いられる。
左側（Constituency）が構成素同士の関係、右側（Dependency）が主要部と従属部の関係を示したものである。それぞれ、aツリーの”ラベル”は語句のカテゴリ名、bツリーのラベルは主要部名詞そのものとなっている。いずれも、主要部はstoriesという名詞（N）で、funnyはそれを修飾する形容詞（A）である。構成素ツリーのaでは、Nという品詞のカテゴリ名が2階層上昇して句のカテゴリ名に反映され、句全体が名詞句（NP）とされている。一方、依存関係ツリーのaでは、Nは1階層のみ上昇し、それにAが従属する形になっている。それぞれ、aツリーとbツリーは、ラベル名が異なるということを除き、同じ構成になっている。

#### 主要部の位置による違い
#基本構造では、主要部終端型のツリー構造のみを挙げたが、ここでは、主要部先導型や、主要部が中央に来る場合のツリー構造の例も示す。以下、それぞれ、a（Constituency）が構成素ツリー、bが依存関係ツリー（Dependency）である。なお、各段階でのラベル名は主要部の単語そのものとなっている。これらの例についても、学派・理論によって枝分かれ構造の解釈が異なることがある（en:Branching (linguistics)#Binary vs. n-ary branchingを参照）。
訳注
- adjective phrase (AP) - 形容詞句。adjectival phraseとも。
- adverb phrase (AdvP) - 副詞句。adverbial phraseとも。
- verb phrase (VP) - 動詞句。verbal phraseとも。理論によっては、伝統的な文法における”述部”に相当する。
- preposition phrase (PP) - 前置詞句。prepositional phraseとも。
- to-phrase (to-P) - to不定詞のtoを主要部とする句。
- noun phrase (NP) - 名詞句。nominal phraseとも。

主要部終端型（head-final）
主要部先導型（head-initial）
主要部中心型（head-medial）

#### Xバー理論によるツリー構造
Xバー理論では、主要部（XまたはX0）と補部（complement）がXバー（XまたはX'）を構成し、さらにXバーと指定部（specifier）が句（XP）を構成するというツリー構造が用いられる。指定部とは、品詞や句のカテゴリを指すのではなく、そういう位置があるという意味で、名詞句の場合には冠詞や所有限定詞などの限定詞が入る。補部という位置に何が入るかは、主要部が要求する項の種類と数による。指定部や補部がゼロになることもある（英語の冠詞#無冠詞も参照）。
英語の場合、次のような基本構造になる。
このモデルでは、主要部先導型と主要部終端型が混在しており、主要部中心型とも解釈できる。すなわち、主要部X0が補部を先導するという点では主要部先導型であり、X'が指定部の後に来るという点では主要部終端型である。
付加部（adjunct、伝統的な文法における修飾語（modifier）に相当）を加えると、次のような構造になる。
```
    XP
   / \
spec  X'
     / \
    X'  adjunct
   / \
  X   complement
  |
head

```

## 主要部と言語類型論

### 主要部先導型言語と主要部終端型言語
言語類型論では、統語論的な語順に基づく分類法を用いる学者もいる。すなわち、各言語における語順が定まっているという前提で、句構造が主要部先導型（＝右枝分かれ）か主要部終端型（＝左枝分かれ）かを比較・分類する研究法である。
例えば、フランツ・カフカ著の『変身』の冒頭文の英語訳を依存関係ツリーで示すと、次のようになる。
このツリー図の構造は右下がりになっており、英語が基本的に主要部先導型であることを示している。ただし、例外も一部ある。例えば、限定詞と名詞や、形容詞と名詞、そして主語と動詞の関係は、主要部終端型になっている。
主要部先導型の句と主要部終端型の句が混在する構造は多くの言語に見られ、むしろ、完全にどちらかの型になっている言語はおそらく存在しない。しかし、ほぼ完全な主要部終端型言語の例として、日本語が挙げられる。
カフカの同じ文の日本語訳をツリー図にすると、次のようになる。なお、ここではレーマン式の注釈法を採用。
このツリー図の構造は右上がりであり、日本語が主要部終端型であることを示している。つまり、英語と日本語の語順は、ツリー構造という観点からすると、ほぼ逆だということになる。

### 主要部標示と従属部標示
言語類型論では、各言語における句が主要部標示か従属部標示かという、形態論的な比較・分類が行われることもある。主要部標示とは、従属部の性質が主要部の形態に影響を与える現象である。従属部標示とは、逆に主要部の性質が従属部の形態に影響を与える現象を指す。
例えば、英語の所有格を示す 's は、従属部（所有者）に付く（日本語の「の」も同様）。一方、ハンガリー語では、所有格マーカーが主要部名詞に付く。
|  | 英語:         | the man's house                       |
|  | ハンガリー語: | az ember ház-a (the man house-所有格) |